# Hong Soo-hyun
Hong Soo-hyun (en hangul, 홍수현; Incheon; 15 de febrero de 1981) es una actriz surcoreana.

## Biografía
El 30 de junio de 2018 se anunció que estaba saliendo con el rapero Microdot, quien es 12 años menor que ella. En diciembre del mismo año se anunció que la pareja se había separado.
Más tarde comenzó a salir con una persona que no forma parte del entretenimiento y en mayo de 2021 se anunció que la pareja se casaría a mediados de ese mismo mes. El matrimonio se celebró el día 18.

## Carrera
Es miembro de la agencia FN Entertainment.
Después de debutar como modelo de revista mientras estaba en la escuela secundaria, participó en un comercial de Johnson & Johnson en 1996, y comenzó su carrera de actuación en 1999. Durante la siguiente década, se mantuvo restringida a interpretar personajes de apoyo. A continuación, recibió críticas por sus buenas actuaciones en el drama histórico The Princess  (2011) con el papel de la Princesa Kyunghye, y la comedia "History of a Salaryman", así como Goodbye Dear Wife(2012).
En agosto de 2021 se unió al elenco recurrente de la serie de KBS Police University (también conocida como "Police Class") donde dio vida a la profesora Choi Hee-soo.

## Filmografía

### Series de televisión
| Año     | Título                             | Papel                          | Canal     | Ref.                |
| ------- | ---------------------------------- | ------------------------------ | --------- | ------------------- |
| 1999    | KAIST                              | Hong Soo-jin                   | SBS       |                     |
| 1999    | Ghost                              | (participación especial)       | SBS       |                     |
| 2000    | New Nonstop                        | (participación especial)       | MBC       |                     |
| 2001    | Great Friends - Temporada 2        | (participación especial)       | KBS2      |                     |
| 2001    | Delicious Proposal                 | Hong Joo-ri                    | MBC       |                     |
| 2001    | Orient Theatre                     | Harada Kasuko                  | KBS2      |                     |
| 2001    | Like Father, Unlike Son            | Jang Jin-joo                   | KBS2      |                     |
| 2001    | Tender Hearts                      | Mi-ran                         | KBS1      |                     |
| 2002    | Open Drama Man & Woman "Scandal"   | invitada especial              | SBS       |                     |
| 2002    | Mom's Song                         | Hyun Soo-jin                   | SBS       |                     |
| 2002    | Let's Get Married                  | Moon Chae-kyung                | KBS2      |                     |
| 2003    | King's Woman                       | Reina Inmok                    | SBS       |                     |
| 2003    | Sang Doo! Let's Go to School       | Han Se-ra                      | KBS2      |                     |
| 2004    | Drama City "Our Ham"               | ella misma                     | KBS2      |                     |
| 2004    | Miss Kim Makes 1 Million           | Lee Jin                        | SBS       |                     |
| 2004    | My Lovely Family                   | Go Hee-soo                     | KBS1      |                     |
| 2005    | Pingguari                          | N/A                            | SBS       |                     |
| 2005    | HDTV Literature "The Outdoor Lamp" | N/A                            | KBS1      | [ 9 ]               |
| 2005    | Only You                           | Ji Soon-yeon                   | SBS       |                     |
| 2006    | Tokyo Holiday                      | Hong Soo-hyun / Guía turística | SBS       |                     |
| 2006    | Banjun Theater "Finding Lost Time" | Hong Soo-hyun                  | SBS       |                     |
| 2006    | MBC Best Theater                   | N/A                            | MBC       |                     |
| 2006    | Dae Joyeong                        | Suk-yeong                      | KBS1      |                     |
| 2009    | Her Style                          | Kong Mi-joo                    | KBS1      |                     |
| 2009    | Temptation of an Angel             | Yoon Jae-hee / Joo Kyeong-ran  | SBS       |                     |
| 2011    | Lie to Me                          | Yoo So-ran                     | SBS       | [ 10 ]              |
| 2011    | Pianissimo                         | Love Is You                    | CGV       |                     |
| 2011    | The Princess' Man                  | Princesa Gyeonghye             | KBS2      | [ 11 ]              |
| 2012    | History of a Salaryman             | Cha Woo-hee                    | SBS       |                     |
| 2012    | Goodbye Dear Wife                  | Kang Sun-ah                    | Channel A | [ 12 ]              |
| 2012    | Drama Special "Another Wedding"    | Chae Ha-kyeong                 | KBS2      |                     |
| 2013    | Jang Ok-jung, Living by Love       | Reina Inhyeon                  | SBS       |                     |
| 2013    | Give Love Away                     | Song Mi-joo                    | MBC       | [ 13 ]              |
| 2015    | Mom                                | Lee Se-ryung                   | MBC       | [ 13 ]              |
| 2017    | Mad Dog                            | Cha Hong-joo                   | KBS2      |                     |
| 2018    | Rich Family's Son                  | Kim Kyung-ha                   | MBC       |                     |
| 2018    | Queen of Mystery 2                 | Seo Hyun-soo / Ju Hyun-ah      | KBS2      |                     |
| 2020-21 | If You Cheat, You Die              | Baek Soo-jeong                 | KBS2      |                     |
| 2021    | Police University                  | Prof. Choi Hee-soo             | KBS       | [ 4 ] [ 14 ] [ 15 ] |
| 2022-23 | Red Balloon                        | Han Ba-da                      | TV Chosun | [ 16 ] [ 17 ]       |
| 2023    | Our Blooming Youth                 | Consorte real Gye-bi           | tvN       | [ 18 ] [ 19 ]       |
| 2024    | The Auditors                       | Yoo Mi-kyung                   | tvN       | [ 20 ] [ 21 ]       |

### Cine
| Año  | Título                      | Papel                | Compañía productor |
| ---- | --------------------------- | -------------------- | ------------------ |
| 2000 | Summer story                | personaje de reparto |                    |
| 2001 | Bungee Jumping of Their Own | Yeo Hye-su           | Cineclick Asia     |
| 2008 | Fate                        | Jo Hyo-sook          | CJ Entertainment   |
| 2008 | Rough Cut                   | Kang Mi-na           |                    |
| 2009 | Insadong Scandal            | Choi Ha-kyeong       |                    |
| 2010 | Camellia                    | Seon Ah (Kamome)     |                    |

### Espectáculo de variedades
| Año  | Título         | Canal   |
| ---- | -------------- | ------- |
| 2010 | Fashion of Cry | OnStyle |
| 2014 | Roommate       | SBS     |

### Vídeos musicales
| Año  | Título         | Artista                 |
| ---- | -------------- | ----------------------- |
| 2010 | "I Swear"      | Jo Sung-mo              |
| 2001 | "Sad"          | NRG                     |
| 2007 | "I Love You"   | Lee Seung-chul          |
| 2008 | "Tree"         | Hong Soo-hyun           |
| 2010 | "Im"           | Why Love                |
| 2011 | "Lucky Guy"    | Kim Hyun-joong          |
| 2016 | "One More Day" | SISTAR, Giorgio Moroder |

### Presentadora
| Año  | Título                      | Notas           |
| ---- | --------------------------- | --------------- |
| 2019 | Melon Music Awards 2019     | [ 25 ]          |
| 2019 | Soribada Best K-Music Award | co-presentadora |

## Teatro
| Año  | Título                     |
| ---- | -------------------------- |
| 2007 | Bingo! The Winning Musical |

## Discografía
```
아침햇살
그런사랑
기억하나요 (Vocal. U)
```

```
오늘은 맑음 (Today Cloudy) - Sang Sang Band feat. Hong Soo-hyun
```

```
In Paris
Love, Love, Love (feat. Kiggen)
```

| información del álbum | lista de canciones                                                               |
| --- | -------------------------------------------------------------------------------- |
| Tree - pista de 상근이의 소망 álbum - artista: Varios - liberado: 23 de diciembre de 2008 - agencia: Universal Music Korea | Track listing 2. 나무 (Tree) - Hong Soo-hyun                                     |
| Her Style OST - artista: Hong Soo-hyun - liberado: 14 de abril de 2009 - agencia: DND Music                                | Track listing 1. 아침햇살 2. 그런사랑 3. 기억하나요 (Vocal. U)                   |
| Today Cloudy - pista de Melody Picnic - artista: Sang Sang Band - liberado: 11 de junio de 2009 - agencia: SBSi            | Track listing 1. 오늘은 맑음 (Today Cloudy) - Sang Sang Band feat. Hong Soo-hyun |
| Traveler - Digital Single - artista: Hong Soo-hyun - liberado: 22 de marzo de 2010 - agencia: LOEN Entertainment           | Track listing 1. In Paris 2. Love, Love, Love (feat. Kiggen)                     |

## Premios y nominaciones
| Año  | Premio                                 | Categoría                                     | Nominación                   | Resultado | Ref.   |
| ---- | -------------------------------------- | --------------------------------------------- | ---------------------------- | --------- | ------ |
| 1996 | Johnson & Johnson Concurso de Modelaje | Gold Prize                                    | [n.d.]                       | Ganadora  |        |
| 2001 | KBS Drama Awards                       | Mejor Actriz Nueva                            | Orient Theatre               | Ganadora  |        |
| 2003 | KBS Drama Awards                       | Mejor Actriz de Reparto                       | Sang Doo! Let's Go to School | Ganadora  |        |
| 2005 | KBS Drama Awards                       | Premio excelencia, actriz de drama            | The Outdoor Lamp             | Ganadora  |        |
| 2011 | 2011 KBS Drama Awards                  | Mejor pareja junto a Lee Min-woo              | The Princess' Man            | Ganadora  |        |
| 2011 | 2011 KBS Drama Awards                  | Premiosexcelencia, actriz de drama            | The Princess' Man            | Ganadora  |        |
| 2011 | Monte-Carlo Television Festival        | Actriz de drama en el extranjero              | The Princess' Man            | Nominada  |        |
| 2013 | 2013 MBC Drama Awards                  | Premios excelencia, actriz de drama           | Give Love Away               | Ganadora  |        |
| 2017 | 31st KBS Drama Awards                  | Mejor Actriz de Reparto                       | Mad Dog                      | Nominada  | [ 30 ] |
| 2018 | 2018 MBC Drama Award                   | Top Excellence Award, Actress in a Soap Opera | Rich Family's Son            | Nominada  |        |
| 2020 | 34th KBS Drama Awards                  | Mejor actriz de reparto                       | If You Cheat, You Die        | Nominada  |        |
| 2021 | KBS Drama Awards                       | Mejor actriz de reparto                       | Police University            | Nominada  |        |